# Dallas Cowboys 1986
La stagione 1986 dei Dallas Cowboys è stata la 27ª della franchigia nella National Football League. L'annata terminò con un record di 7 vittorie e 9 sconfitte, la prima con un bilancio negativo dal 1965.

## Calendario

### Stagione regolare
| Turno | Data       | Avversario             | Ris.    | Stadio                 | Tabellino | Pubblico |
| ----- | ---------- | ---------------------- | ------- | ---------------------- | --------- | -------- |
| 1     | 8/9/1986   | New York Giants        | V 31–28 | Texas Stadium          |           | 59,804   |
| 2     | 14/9/1986  | at Detroit Lions       | V 31–7  | Pontiac Silverdome     |           | 73,812   |
| 3     | 21/9/1986  | Atlanta Falcons        | S 35–37 | Texas Stadium          |           | 62,880   |
| 4     | 29/9/1986  | at St. Louis Cardinals | V 31–7  | Busch Memorial Stadium |           | 49,077   |
| 5     | 5/10/1986  | at Denver Broncos      | S 14–29 | Mile High Stadium      |           | 76,082   |
| 6     | 12/10/1986 | Washington Redskins    | V 30–6  | Texas Stadium          |           | 63,264   |
| 7     | 19/10/1986 | at Philadelphia Eagles | V 17–14 | Veterans Stadium       |           | 68,572   |
| 8     | 26/10/1986 | St. Louis Cardinals    | V 37–6  | Texas Stadium          |           | 60,756   |
| 9     | 2/11/1986  | at New York Giants     | S 14–17 | Giants Stadium         |           | 74,871   |
| 10    | 9/11/1986  | Los Angeles Raiders    | S 13–17 | Texas Stadium          |           | 61,706   |
| 11    | 16/11/1986 | at San Diego Chargers  | V 24–21 | Jack Murphy Stadium    |           | 55,622   |
| 12    | 23/11/1986 | at Washington Redskins | S 14–41 | RFK Stadium            |           | 55,642   |
| 13    | 27/11/1986 | Seattle Seahawks       | S 14–31 | Texas Stadium          |           | 58,020   |
| 14    | 7/12/1986  | at Los Angeles Rams    | S 10–29 | Anaheim Stadium        |           | 64,949   |
| 15    | 14/12/1986 | Philadelphia Eagles    | S 21–23 | Texas Stadium          |           | 46,117   |
| 16    | 21/12/1986 | Chicago Bears          | S 10–24 | Texas Stadium          |           | 57,256   |